# 佐川美術館
佐川美術館 （さがわびじゅつかん） は、滋賀県守山市にある滋賀県の登録博物館。運営は、公益財団法人SGH文化スポーツ振興財団。1998年（平成10年）、佐川急便創立40周年を記念して開館した。
収蔵作品は、日本画家・平山郁夫と彫刻家・佐藤忠良の作品が中心となっている。2007年9月2日には、十五代樂吉左衛門の陶芸（樂焼）作品を展示する「樂吉左衞門館」が敷地内に新館として併設された。他の特筆すべき収蔵品としては国宝の梵鐘がある（後述）。
美術館の敷地は大部分が水庭（人工池）になっており、水の上に浮かぶように見える2棟の切妻屋根の展示館（竹中工務店設計・施工）は、そのデザインが高く評価されている。夏季の夜間はライトアップされる。

## 施設

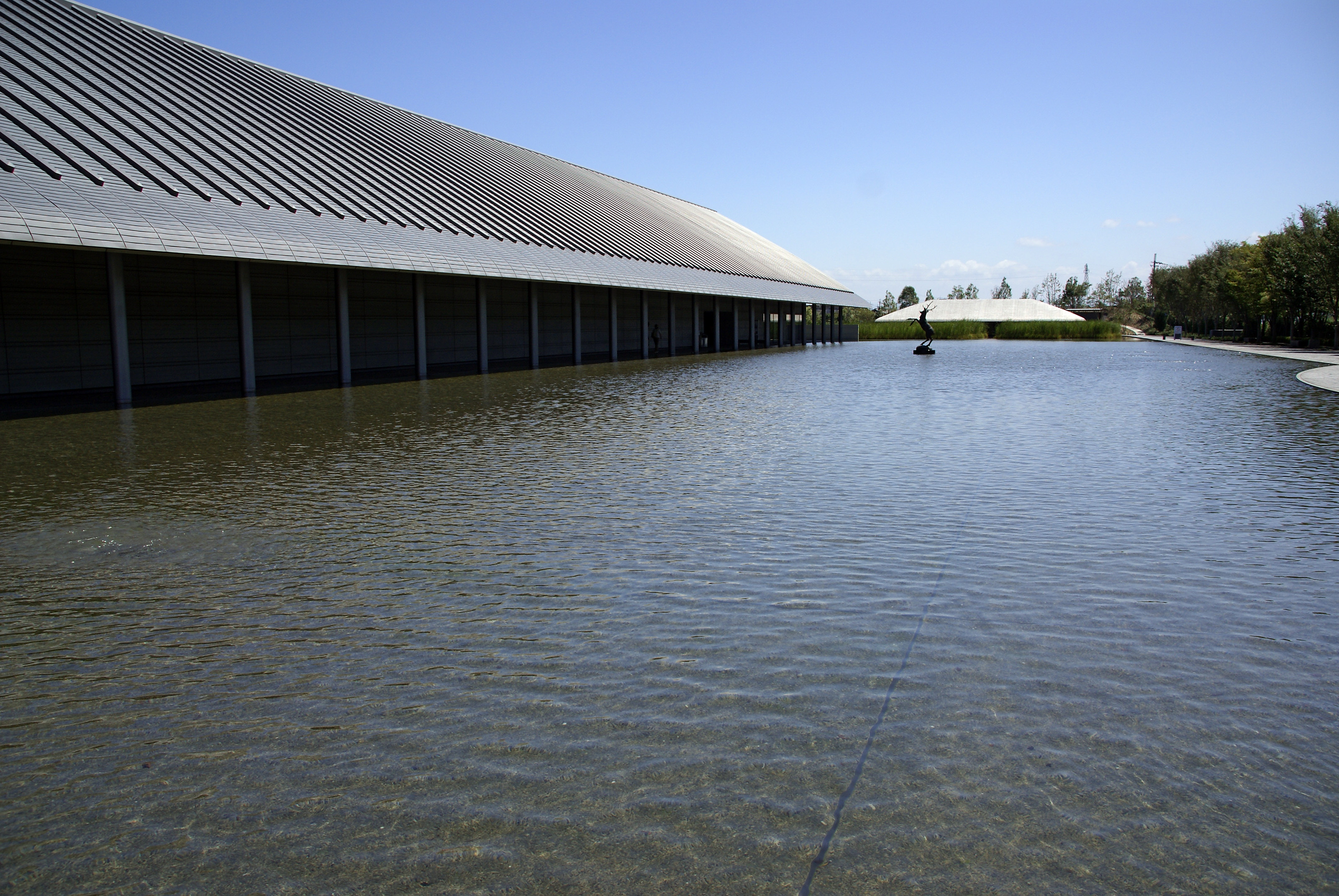
水庭の最奥に見える新館の樂吉左衞門館

- 本館
  - 特別展示室
  - 佐藤忠良展示室（佐藤忠良館）
  - 平山郁夫展示室（平山郁夫館）
  - ヴィジュアルライブラリー
  - インフォメーション
  - ミュージアムショップ
  - コーヒーショップ
  - 資料展示室
- 新館（樂吉左衞門館）

## 主な収蔵品
- 平山郁夫作品『平和の祈り　サラエボ戦跡』（1996年）、『楼蘭の朝』『楼蘭の夕』『楼蘭の月』（以上1991年）
- 佐藤忠良作品『帽子・夏』（1972年）、『スイス帽の未菜』（1972年）、『ボタン』（1969年）
- 樂吉左衞門作品『焼貫黒樂茶碗　銘　篠舟』（2002年）、『焼貫黒樂茶碗　銘　海市』（2003年）
- 梵鐘（国宝）－平安初期の天安2年（858年）の銘があり、銘文によると、元は比叡山西塔にあったもの。鐘全体のシルエットが直線的で、丸みのない作風は日本の他の鐘にはほとんど見られないもの。昭和28年（1953年）、国宝に指定された当時は、京都市内の大雲寺の所有だったが、一時期所在不明となり、現在は佐川美術館の所有となっている。

## 建築概要
- 設計・施工 - 株式会社 竹中工務店
- 敷地面積 - 28,872m2
- 建築面積 - 8,372m2（本館6,107m2 +  新館2,265m2）
- 所在地 - 〒524-0102　滋賀県守山市水保町北川2891

主な受賞歴
- グッドデザイン賞（施設部門）1998
- JCDデザイン賞 ’98奨励賞
- 中部建築賞1998入賞
- MARBLE ARCHITECTURAL AWARDS EAST ASIA 1998
- 照明普及賞　優秀照明施設賞　1998
- 国際照明デザイナーズ協会照明デザイン賞1999優秀賞
- 第23回HIROBA作品賞
- 日本建築学会賞2000年作品選奨
- 第41回BCS賞

## 特記事項
- 佐川急便には、この博物館への美術品輸送を行う目的で、美術品専用の輸送車両を所有している（美術品の破損防止として、エアサスペンション使用の特注仕様のトラックである）。

- 2007年に新設された楽吉左衛門館の茶室はシックな伝統様式の屋根だが、チタン製屋根が採用されており、最新技術を伝統建築に採用された代表例となっている。(日本製鉄TranTixxiiチタン)　2008年度グッドデザイン賞受賞[1]。

## 交通アクセス
- JR東海道本線（琵琶湖線）守山駅から近江鉄道バスで25分、佐川美術館停留所下車すぐ。
- JR湖西線堅田駅から江若交通で15分、佐川美術館停留所下車すぐ。
  - 当館前を経由しない便もあるが、国道477号上の美崎レークニュータウン前停留所か、みずほ団地口停留所で下車し10分ほど歩くことでも来館可能。

## 周辺情報
- SGホールディングスグループ健康保険組合守山陸上競技場（隣接）
- 琵琶湖大橋